# Yushania wuyishanensis
Yushania wuyishanensis là một loài thực vật có hoa trong họ Hòa thảo. Loài này được Q.F.Zheng & K.F.Huang miêu tả khoa học đầu tiên năm 1984.